# Ideologia de la domesticitat

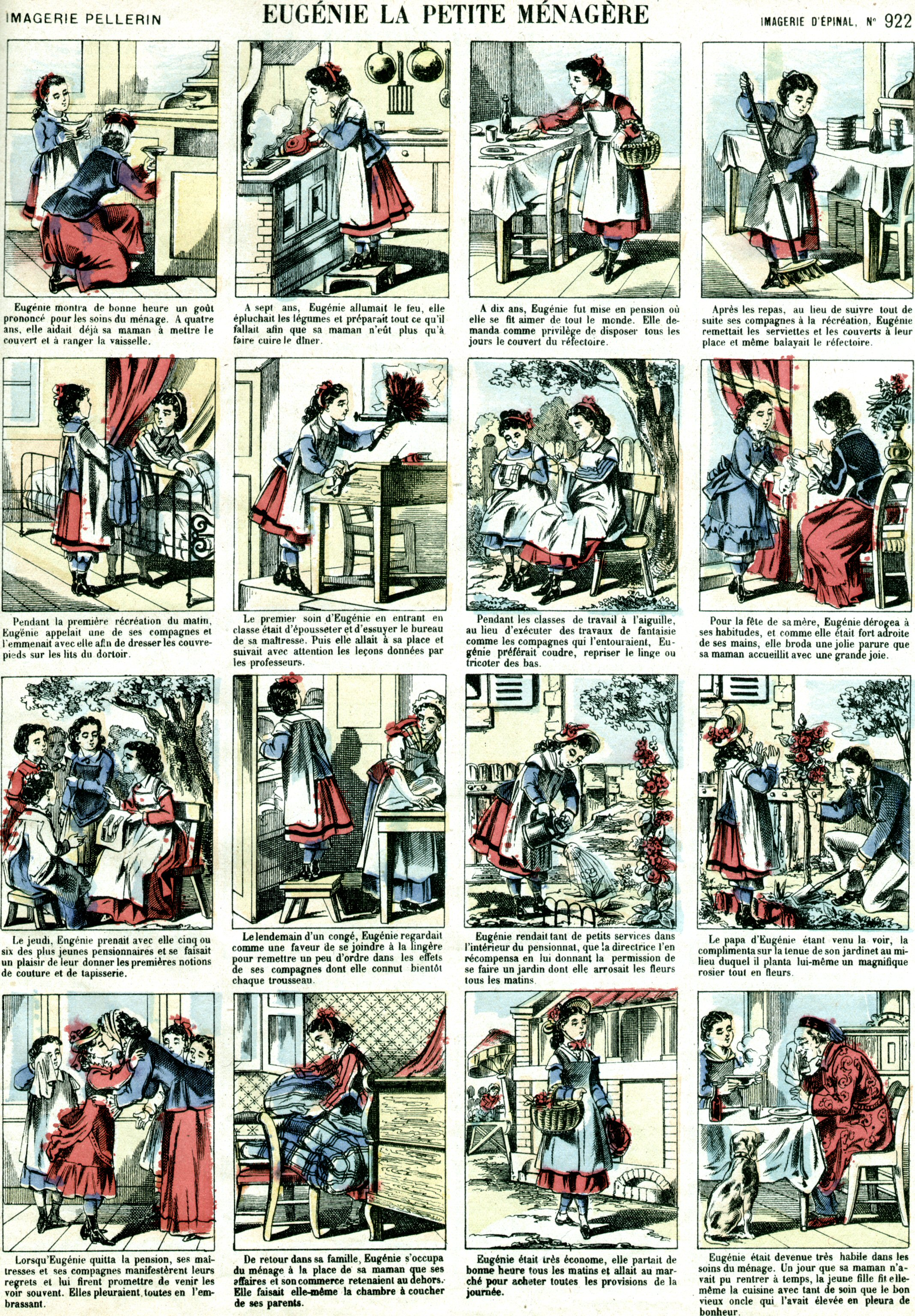
Eugenia la petita propietària de la casa, un dibuix didàctic en francès del que presenta com ha de ser el model d'una nena; treballadora, generosa i sense somnis.

La ideologia de la domesticitat és la premissa que es propugna sobretot a principis del segle xix a Europa sobre quin és el paper que han de desenvolupar les dones dins de les societats. Durant el segle xix es va popularitzar la imatge de la feminitat associada a aquesta ideologia, tant a Europa com en el món anglosaxó que des de la Revolució Industrial van introduir una gran separació entre les esferes d'allò públic i allò privat.
Jean-Jaques Rousseau, el segle anterior, ja parlava de com els canvis en la indústria i la política comportarien noves oportunitats pels homes burgesos, però també com a nous motius d'angoixa i preocupació pels quals la llar s'havia de convertir en un “oasis emocional”. Així aquest es convertiria en un espai privat diferenciat de l'exterior, en el qual la dona, adquiria una nova dimensió espiritual i una nova moral. Des d'aleshores la dona es va començar a representar com a angelical; pura però dèbil; moralment superior però intel·lectualment incapaç de competir en el món dels homes. Els homes i les dones havent de quedar-se confinats en esferes. [1]

## El nou ideal femení
Article principal: DUEÑAS, G.; La buena esposa: Ideología de la domesticidad.
La portada de les dones a la llar va produir un enfortiment dels valors associats amb el matrimoni, la maternitat, la vida en família, els fills i la salut. Aquests temes van ser àmpliament tractats en la literatura: llibres de consells cap a les joves que es trobaven properes a la voluntat de mantenir un matrimoni, recomanacions per a les mares, etc. Era la literatura femenina adequada per al públic femení. L'educació de les nenes es trobava diferenciada ara a la dels nens. Elles aprenien tasques d'utilitat per a la seva futura vida, tan sols aquelles que les preparessin pels rols de mare i esposa.
No és nou en la història que s'associï a les dones amb la maternitat i la llar, però sí que és en ple segle xix quan es reformula quin és el paper que mantenen aquestes amb la societat. Els nous processos que experimenten les societats a Europa, portaran a un nou discurs que assignava al baró un paper social en l'esfera pública de la producció i la política, la dona quedava relegada a la llar.
L'objectiu de les dones de les classes mitjanes i altes en el segle xix era la construcció d'una família feliç, a través del matrimoni i la maternitat. La llar es representava amb característiques molt diferenciades del espai públic. Era la salvació, allà descansava el “guerrer” després de competir en el món exterior. Així com l'espai públic es presenta en aquest discurs com quelcom que contrasta amb la llar, les dones es trobaven protegides de les pràctiques econòmiques competitives, el que les feia generoses i moralment superiors.
Els barons havien d'introduir-se en el camp dels negocis, la medicina, el dret, la política, les professions que ocupaven la gran part del seu temps, era a casa on havien de d'escapar, retornar al oasis sagrat de la llar. Per a les dones en canvi, el seu treball era la casa, tot i que més que una professió havia de ser una vocació, ja que no tenien altre opció.
Denominada la reina de la llar se la comparava amb un àngel guardià de les bones costums. Però dins d'aquesta la dona tampoc podia governar plenament, dins de les cases, igual que a la societat, estava subordinada al marit. Les dones casades no tenien dret ni a demandes, ni a la firma de contractes, no tenia accés al vot, però sí que estava subjecta a la llei. La feminitat es trobava totalment lligada al prototip de mare i esposa, i estava envoltat de discursos que impedirien l'accés de la dona a l'àmbit públic. [2]

## Dones en les revolucions liberals
Article principal: GODINEAU, D.; Hijas de la libertad y ciudadanas revolucionarias.

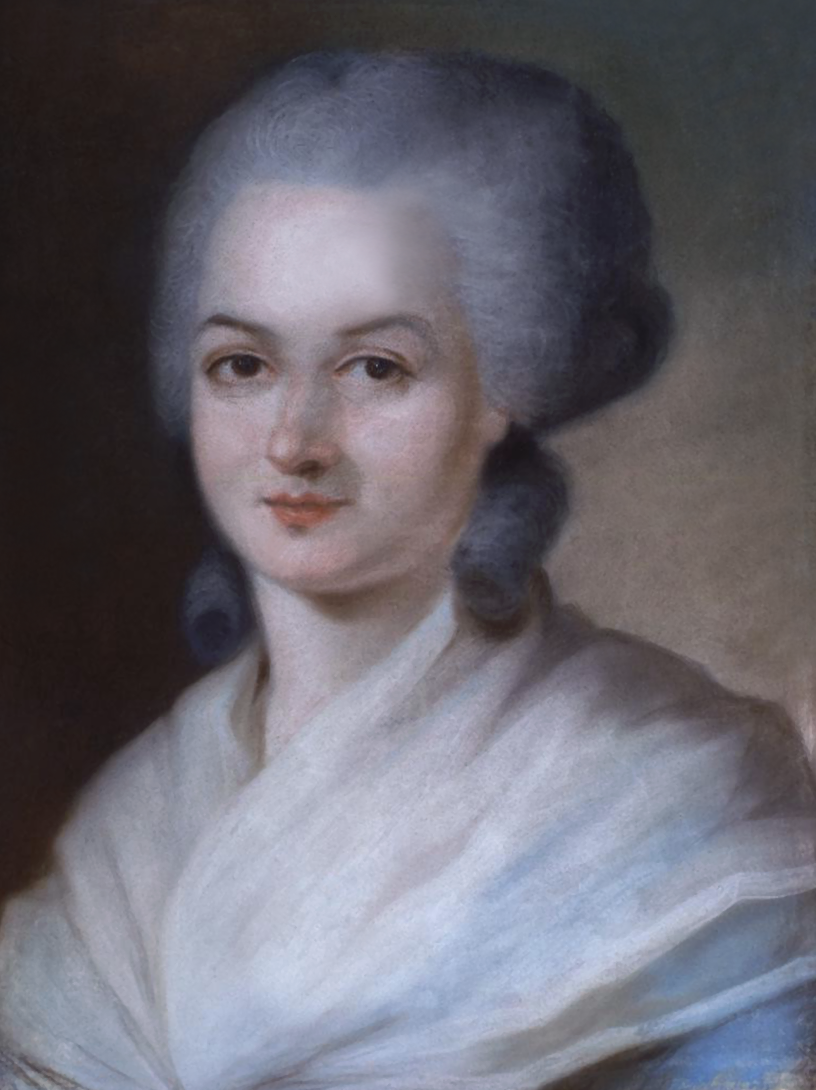
Retrat de Olympe de Gouges (1748-1793)

Revolució Francesa va posar en evidència principis que no s'havien vist mai anteriorment. Aquesta fou una revolució liberal, basada en els conceptes de la llibertat, el ciutadà, la nació i la pàtria. En aquesta revolució les dones també foren partícips. Algunes autores han defensat la idea que van desenvolupar el paper “d'agitadores”. Així foren elles les que van encapçalar la revolució, incitant als homes a que la fessin. Tot i la seva participació van quedar relegades en el moment en què es va començar a formalitzar els canvis evidents, deixades enrere per exemple en la Declaració dels Drets de l'Home i el Ciutadà, pel qual anys després Olympe de Gouges escriuria el seu homòleg, la Declaració dels Drets de la Dona i la Ciutadana.  
Tot i això França després de la revolució ja havia definit molt clarament quin havia de ser el nou model que havien d'adoptar les dones en la societat, el de “mares republicanes”, a elles els corresponia educar als seus fills per convertir-los en bons republicans, ensenyant-los l'amor a la llibertat i la igualtat. La República implicava un nou enfocament de les relacions individuals entre homes i dones, ara diferenciats.
Les nord-americanes de finals del segle xviii i principis del XIX, son hereteres de la relació masculina-femenina en la societat colonial. La ruptura revolucionaria no va tenir les mateixes dimensions que a França, per tant no es trobaran a primera línia, no formaran clubs, ni assistiran tan sols com a espectadores. Al 1975 transcendeix la veu rebel de les colònies de boicot cap a les importacions d'Anglaterra, neix la voluntat de fabricar i comprar americà, i a elles els toca fabricar-ho. Ser nord-americana equival a filar per la causa comú. Ser una “Filla de la Llibertat” que actua per la causa comú. Aquest caràcter domèstic també marcarà les tasques que tindran les dones durant la Guerra d'Independència, mantenir i fer funcionar com poguessin les explotacions familiars que els homes havien abandonat per anar a lluitar. [3]

## La dona treballadora
Article principal: SCOTT, J. W.; La mujer trabajadora en el siglo XIX
A principis del segle xix la visió sobre la dona treballadora canvia, suposa un problema pels teòrics, que classifiquen a les dones com a domèstiques relegades al àmbit privat de la llar. Aquesta conjuntura va ser estesa dins de l'àmbit de l'economia política que va argumentant-ho amb el fet que el salari masculí havia de ser el salari familiar, necessari i suficient per al manteniment de la família, el que deixava el salari femení com a innecessari.
Així el salari femení es considerava complementari i no necessari, i a més justificava un salari elevat pels homes que eren els “responsables de la reproducció” és a dir del cost del manteniment de tota una família. D'altra banda també es va justificar la dona com un subjecte inferior en el mercat laboral per la “naturalesa” femenina, que no era tan adequada pel treball com la masculina, així com aquesta es podia veure corrompuda pel esforç del treball que no s'adaptava a les circumstancies de les dones, aquesta idea es va desenvolupar principalment en els sindicats de treballadors.

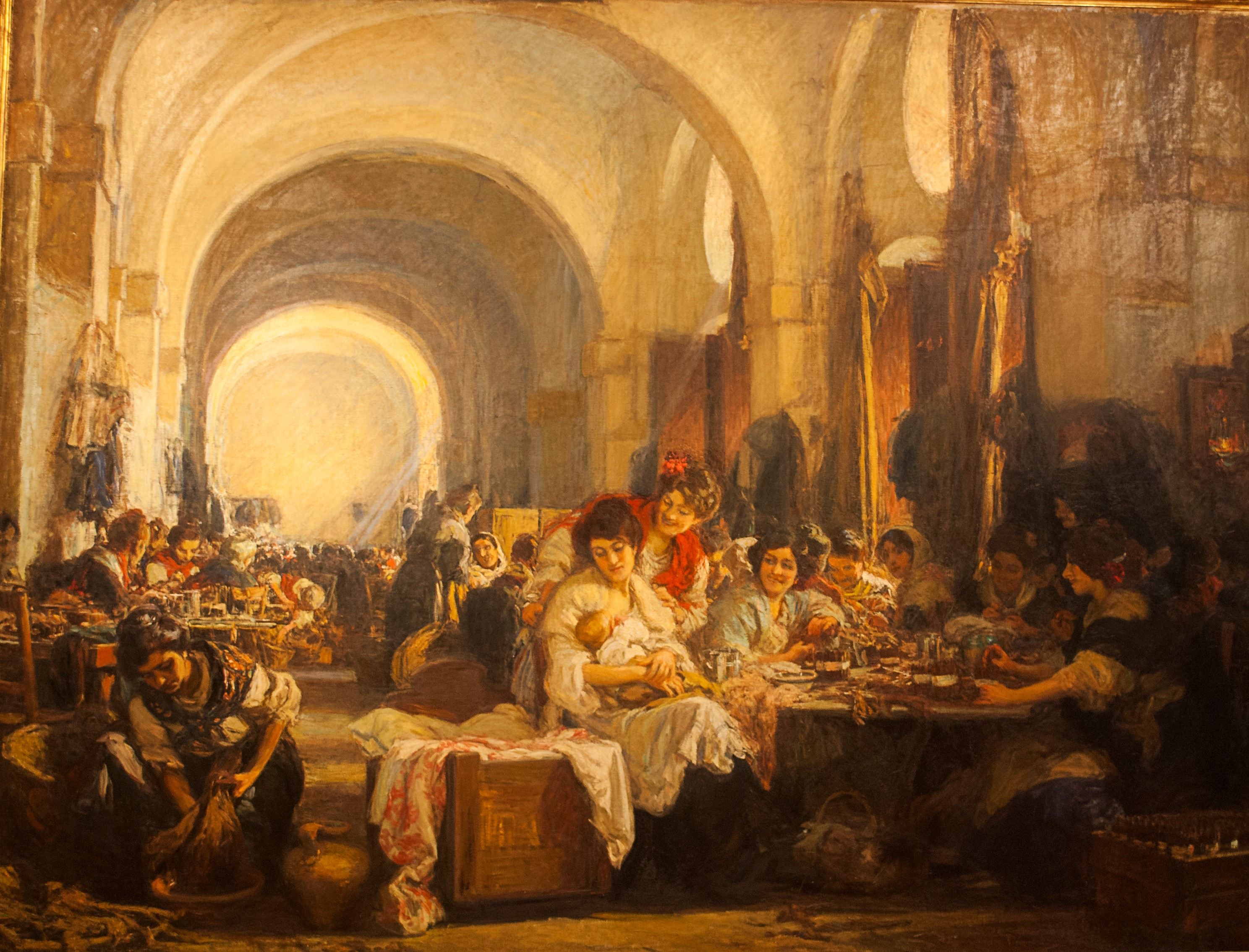
Les cigarreres, obra del pintor Gonzalo Bilbao. Realitat de les dones treballadores de la fàbrica de Tabac de Sevilla, a principis del.

Aquesta diferència entre treballadors i treballadores, es va magnetitzar en el treball fabril, on les tasques manufactureres es veien encara menys adequades per a les dones ja que no eren tasques maternes o domiciliàries, a més d'innecessàries ja que gràcies al salari dels barons no era imprescindible el seu salari. Aquest fet va contribuir a una segregació i discriminació en el mercat de treball dirigit a les dones, que va comportar una diferenciació entre treballs masculins i treballs femenins. A més va contribuir a que les dones no poguessin accedir ni a les mateixes oportunitats laborals ni salarials que els homes treballadors, obrint encara més la bretxa entre sexes. La teoria desenvolupada per Joan W. Scott, l'anomenada “lògica circular”, argumenta el fet que el treball femení no era considerat igual que el masculí, tant per no ser necessari com per la “naturalesa” diferent de les dones que provocava una menor eficàcia i qualificació de les treballadores respecte als homes. Però aquest fet no les excloïa de la força de treball en els països en via d'industrialització, ni tampoc les relegava al treball domèstic. Aquesta idea per tant devaluava el treball femení en tant que no era el mateix que el masculí i, per tant, no havia de ser igualment remunerat. Aquest fet convertia a les dones en la mà d'obra barata, el que dins d'una economia capitalista basada en la premissa del major benefici al menor cost, les convertia en l'objecte de les contractacions d'aquells empresaris que buscaven una menor despesa. [4]
En l'economia política per tant era diferent la taxació dels preus dels salaris per ambdós sexes, que venien donades per les “lleis de mercat i biològiques”. De totes aquestes lleis en van derivar les contractacions a treballadores amb un menor salari per un mateix treball, el que no només va augmentar la segregació en l'àmbit laboral, sinó que a més, paradoxalment, justificava el fet que les dones no fossin igual qualificades que els homes ja que no rebien el mateix salari que aquests. Aquesta lògica circular defineix que els baixos salaris de les treballadores són conseqüència d'aquest discurs que distingeix el treball per sexes, el que les converteix en la mà d'obra barata pels empresaris, però alhora legitimitza aquesta concepció d'una menor producció femenina.

## Ideologia de la masculinitat
Article principal: MOSSE, G.; La imagen del hombre: La creación de la masculinidad moderna, Madrid: Talasa, pàg. 181-210
La concepció sobre les dones i la seva funció dins de les societats no va ser la única que va canviar. De la mateixa manera, després de la Revolució Francesa es desenvolupa una forta idea sobre la nació. Els nacionalismes desenvolupats als segle xix definien unes clares característiques sobre les diferents regions i països Europeus. Lligat a la nova concepció de l'estat centralitzat, la llibertat individual, i els drets dels ciutadans, es crea una nova manera d'entendre quin és el paper que han de desenvolupar els habitants de cada regió. És crea una nova idea de la masculinitat totalment arrelat al pensament de la defensa de la mare pàtria i de la nació.
Era clara quina funció havien de desenvolupar, lluitar fins a la mort per defensar el que és seu, per defensar la mare de tots, lluitar pel allò nostre. Aquesta ideologia acabarà confluint en el desenvolupament de la Primera Guerra Mundial, que magnetitzarà encara més la idea del home com a defensor. Acabada la guerra el sorgiment de les ideologies feixistes, es trobaran molt lligades a aquesta concepció de la masculinitat. El feixisme va exponenciar les idees que ja s'havien creat anteriorment, la Gran Guerra i les experiències bèl·liques, un guerrer al servei de la pàtria.
La ment del home feixista reflexa la seva perfecta virilitat. En quant a la dona, el feixista s'oposarà a qualsevol tipus de fortalesa i disciplina, decantant-se per glorificar la seva bellesa, la seva innocència i els seus moviments elegants. El nou home feixista s'oposa al estil de vida familiar burgesa, el que crearà grans debats, entre quina ha de ser la posició que la família ha d'adoptar envers aquesta idea. Abandonar el model de vida burgés per adoptar la idea de guerrer, home lluitador i preparat per l'enemic. Tot plegat es resoldrà amb una subordinació, ja existent, de la dona i els fills cap a l'home.